# Платеи
Плате́и (греч. Πλαταιαί) — древний город в Беотии, на северном склоне Китерона у истока Асопа. В отличие от других городов Беотии, он был верным союзником афинян. Во время Марафонской битвы платейцы были единственными греками, чье войско поддержало Афины в сражении.
По Павсанию назван по имени Платеи, дочери Асопа.
Страбон пишет: 
«Платеи», вероятно, названы от «лопасти» весел, а «платейцы» — те, кто зарабатывал на пропитание греблей.Оригинальный текст (греч.)Πλαταιὰς γὰρ ἀπὸ τῆς πλάτης τῶν κωπῶν εἰρῆσθαι πιθανὸν καὶ Πλαταιέας τοὺς ἀπὸ κωπηλασίας ζῶντας.
В 490 году до н. э. 1000 платейцев участвовала в битве при Марафоне. В 480 году до н. э. в ходе греко-персидской войны город был разрушен армией Ксеркса I. Около этого города в 479 году до н. э. была одержана решающая победа греков под начальством спартанского царя Павсания и афинского стратега Аристида над персами под начальством Мардония. В битве при Платеях участвовало 600 платейцев. В память о греко-персидских войнах в 470—450 годы до н. э. был воздвигнут храм Афины Ареи со статуей Афины Ареи работы Фидия и живописью Полигнота.
В 431 году до н. э. началась война между Афинами и Спартой. Платеи вновь поддержали Афины.  Чтобы добиться капитуляции платейцев, спартанцы пообещали гарнизону справедливый суд под руководством пяти судей из Спарты, однако процесс оказался насмешкой над правосудием. Против платейцев не было выдвинуто никаких обвинений; каждого из них просто спрашивали, сослужил ли он какую-нибудь службу спартанцам или их союзникам в ходе войны. По решению суда по меньшей мере двести платейцев и двадцать пять афинян были убиты, а женщин, оставшихся в городе, продали в рабство.
Восстановлен после Анталкидова мира, заключенного в 387 году до н. э. Вновь захвачен и разрушен фиванцами в 376 году до н. э.. Македонцы вернули землю платейцам после битвы при Херонее в 338 году до н. э.
В первые века христианства город был центром одноимённой епархии, входившей в Фивскую митрополию Константинопольского патриархата. В настоящее время епархия Платеи является титулярной епархией Католической церкви.
Современная деревня Платеэ находится в одном километре к югу от руин Платеи.